# Glenea cardinalis
Glenea cardinalis es una especie de escarabajo del género Glenea, familia Cerambycidae. Fue descrita científicamente por Thomson en 1860.
Habita en Camboya, India y Birmania. Esta especie mide 16 mm.